# 伊勢野
伊勢野（いせの）は、埼玉県八潮市にある大字。郵便番号は340-0821。

## 地理
埼玉県の東部地域で八潮市東部の沖積平野位置する。北側で南川崎、南側で大瀬と隣接する。南西側に概ね矩形で東西方向に細長い飛地があり、そちらでは古新田とも隣接する。
地内は飛地も含め主に戸建ての住宅地である。中川（古利根川）の流域に近く、その自然堤防（微高地）があり古くからの集落も見られる。

### 地価
住宅地の地価は2023年（令和5年）1月1日の公示地価によれば大字伊勢野字根通64番地19の地点で11万7,000円/m2となっている。

## 由来
当地が伊勢神宮に寄進されたと云われているが、その証左がない。『新編武蔵風土記稿』によると、伊勢松坂の金次郎が当地を開墾したとも記されている。

## 歴史
もとは江戸期より存在した武蔵国埼玉郡八条領に属する伊勢野村であった。伊奈忠次の命により名主仁右衛門が1601年（慶長6年）に当地を開墾したと云う。

### 沿革
- はじめは幕府領、1670年（寛文10年）より知行は旗本森川氏となる[4]。なお、検地は1627年（寛永4年）に実施[7]。村には幕府領の御料所が存在した[8]。
- 幕末の時点では埼玉郡に属し、明治初年の『旧高旧領取調帳』の記載によると、代官・佐々井半十郎支配所が管轄する幕府領、および旗本森川織部の知行であった[注釈 1]。
- 1868年（慶応4年）6月19日 - 幕府領が武蔵知県事・山田政則（忍藩士）の管轄となる。
- 1869年（明治2年）1月13日 - 武蔵知県事・河瀬秀治の管轄区域に小菅県を設置、同県の管轄となる。県庁は葛飾郡小菅村に置かれる。
- 1871年（明治4年）11月14日 - 太政官布告第594により小菅県を廃止。埼玉県の管轄となる。
- 1872年（明治5年） - 大区小区制施行により第1区に属す[5]。
- 1879年（明治12年）3月17日 - 郡区町村編制法により成立した南埼玉郡に属す。郡役所は岩槻町に設置。
- 1884年（明治17年） - 連合戸長役場制度により成立した伊勢野村連合[注釈 2]に属す[5]。連合戸長役場は地内の光明寺に置かれる[8]。
- 1889年（明治22年）4月1日 - 町村制施行に伴ない、南埼玉郡大瀬村、二町目村、木曽根村、南川崎村、垳村、古新田村と合併し、南埼玉郡潮止村が成立、伊勢野村は潮止村の大字伊勢野となる。地内の光明寺（現、伊勢野天満宮境内地）に潮止村役場が置かれる[4][8]。
- 1910年（明治43年） - 地内の光明寺が大字大瀬の（現）宝光寺に合寺される[8]。
- 1933年（昭和8年） - 地内の潮止村役場が南川崎に移転する[4]。
- 1956年（昭和31年）9月28日 - 八幡村、八條村と合併し、南埼玉郡八潮村が成立。八潮村の大字となる。
- 1964年（昭和39年）10月1日 - 町制施行により、八潮町の大字となる。
- 1972年（昭和47年）1月15日 - 市制施行により、八潮市の大字となる。
- 2005年（平成17年）8月24日 - 地内につくばエクスプレスが建設され、開業する。
- 2015年（平成27年）1月31日 - 八潮駅周辺の区画整理事業（八潮南部中央一体型特定土地区画整理事業（八潮市南部中央地区））の完成により、町名および地番の変更を行い、地区の一部にて住居表示が実施され、大字伊勢野（飛地）の一部（字根通・字助九）が大瀬三丁目〜六丁目、および茜町一丁目の一部となる[9]。

## 世帯数と人口
2023年（令和5年）2月1日現在の世帯数と人口は以下の通りである。
| 大字   | 世帯数    | 人口    |
| ------ | --------- | ------- |
| 伊勢野 | 1,802世帯 | 4,235人 |

## 小・中学校の学区
市立小・中学校に通う場合、学区は以下の通りとなる。
| 番地                                 | 小学校             | 中学校             |
| ------------------------------------ | ------------------ | ------------------ |
| 1〜262、265〜426、557〜583、596〜839 | 八潮市立大瀬小学校 | 八潮市立潮止中学校 |
| 584〜595                             | 八潮市立潮止小学校 | 八潮市立八潮中学校 |

## 交通
地内の北部をつくばエクスプレスが僅かにかすめるが、駅は設置されていない。最寄り駅は同線八潮駅であるが、大字伊勢野字根通64番地19の地点よりおよそ1.5 km離れている。

### 道路
- 千葉県道・東京都道・埼玉県道54号松戸草加線
  - 新中川橋 - バイパス道路に架かる
- 潮止通り
- 大正通り
- 中山遊歩道

## 施設
- 伊勢野公民館
- 伊勢野天満宮 - 境内の光明寺跡墓地に「侠客大瀬半五郎」の墓がある。
- 八潮市シルバー人材センター
- 伊勢野若葉公園
- 伊勢野ふれあい広場
- 伊勢野幼児公園

※ 「伊勢野やすらぎ公園」は大瀬4丁目に所在する